# USATF Sprint Summit 2021
Der USATF Sprint Summit 2021 war eine Leichtathletik-Veranstaltung die am 3. April 2021 im texanischen Prairie View stattfand. Sie war Teil der World Athletics Continental Tour zählte zu den Silber-Meetings, der zweithöchsten Kategorie dieser Leichtathletik-Serie. Dies war die erste Veranstaltung auf der Tour außerhalb Ozeaniens im Jahr 2021.

## Resultate

### Männer

#### 100 m
| Platz | Athlet          | Land | Zeit (s) |
| ----- | --------------- | ---- | -------- |
| 1     | Emmanuel Matadi | LBR  | 10,29    |
| 2     | Isiah Young     | USA  | 10,35    |
| 3     | Mario Burke     | BAR  | 10,51 SB |
| 4     | Odean Skeen     | JAM  | 10,55    |
| 5     | Michael Bryan   | GER  | 10,70    |
| 6     | Daniel Talbot   | GBR  | 10,70    |
| 7     | Davon Demoss    | USA  | 10,73    |

Wind: −0,7 m/s

#### 200 m
| Platz | Athlet          | Land | Zeit (s) |
| ----- | --------------- | ---- | -------- |
| 1     | Andrew Hudson   | USA  | 20,90    |
| 2     | Emmanuel Matadi | LBR  | 20,97    |
| 3     | Brandon Carnes  | USA  | 21,06    |

Wind: −0,9 m/s

#### 400 m
| Platz | Athlet           | Land | Zeit (s) |
| ----- | ---------------- | ---- | -------- |
| 1     | Emmanuel Korir   | KEN  | 46,06    |
| 2     | Marcus Chambers  | USA  | 46,12    |
| 3     | Rashard Clark    | USA  | 46,21    |
| 4     | Quintaveon Poole | USA  | 46,52    |
| 5     | Asa Guevara      | TTO  | 47,27    |
| 6     | Jamiel Trimble   | USA  | 48,71    |

#### 1500 m
| Platz | Athlet          | Land | Zeit (min) |
| ----- | --------------- | ---- | ---------- |
| 1     | Isaiah Harris   | USA  | 3:42,63 PB |
| 2     | Craig Nowak     | USA  | 3:43,04    |
| 3     | Nanami Arai     | JPN  | 3:44,75    |
| 4     | Michael Saruni  | KEN  | 3:50,97    |
| 5     | Luca Chatham    | USA  | 3:56,50 PB |
| 6     | Thomas Hinojosa | USA  | 4:08,50    |
| 7     | Nick Romanow    | USA  | 4:09,04    |

#### 110 m Hürden
| Platz | Athlet           | Land | Zeit (s) |
| ----- | ---------------- | ---- | -------- |
| 1     | Shane Brathwaite | BAR  | 13,82    |
| 2     | Ryan Fontenot    | USA  | 14,00    |
| 3     | Jeff Julmis      | HAI  | 14,50    |

Wind: −0,9 m/s

#### 400 m Hürden
| Platz | Athlet          | Land | Zeit (s) |
| ----- | --------------- | ---- | -------- |
| 1     | Kenny Selmon    | USA  | 48,87 WL |
| 2     | Amere Lattin    | USA  | 49,93 SB |
| 3     | Craig Allen     | USA  | 50,07    |
| 4     | David Kendziera | USA  | 51,52    |
| 5     | Jordin Andrade  | CPV  | 51,57    |
| 6     | Benjamin Thiel  | USA  | 52,97    |

#### Weitsprung
| Platz | Athletin          | Land | Weite (m) |
| ----- | ----------------- | ---- | --------- |
| 1     | Charles Brown Jr. | USA  | 7,33      |
| 2     | Malik Moffett     | USA  | 7,10      |

#### Diskuswurf
| Platz | Athlet         | Land | Weite (m) |
| ----- | -------------- | ---- | --------- |
| 1     | Reggie Jagers  | USA  | 63,71 SB  |
| 2     | Brian Williams | USA  | 60,10     |
| 3     | Alex Rose      | SAM  | 59,70     |
| 4     | Duke Kicinski  | USA  | 59,50     |
| 5     | Kord Ferguson  | USA  | 59,08     |
| 6     | Colin Quirke   | IRL  | 55,22     |

#### 4 × 100 m Staffel
| Platz | Land           | Athletin                                            | Zeit (s) |
| ----- | -------------- | --------------------------------------------------- | -------- |
| 1     | Star Athletics | Isiah Young Justin Gatlin Maurice Eaddy Aaron Brown | 38,89    |

#### 4 × 200 m Staffel
| Platz | Land           | Athletin                                                 | Zeit (min) |
| ----- | -------------- | -------------------------------------------------------- | ---------- |
| 1     | Star Athletics | Kyree King Justin Gatlin Kenneth Bednarek Aaron Brown    | 1:22,16    |
| 2     | All Stars      | Mike Rodgers Javon Francis Hunter Woodhall Rashard Clark | 1:24,88    |

### Frauen

#### 100 m
| Platz | Athlet            | Land | Zeit (s) |
| ----- | ----------------- | ---- | -------- |
| 1     | Morolake Akinosun | USA  | 11,26    |
| 2     | Gabrielle Thomas  | USA  | 11,38    |
| 3     | Caitland Smith    | USA  | 11,66    |
| 4     | Tawanna Meadows   | USA  | 11,70    |
| 5     | Tynia Gaither     | BAH  | 11,71    |
| 6     | Kiara Parker      | USA  | 11,74    |
| 7     | Leya Buchanan     | CAN  | 11,96    |

Wind: −1,3 m/s

#### 200 m
| Platz | Athlet               | Land | Zeit (s) |
| ----- | -------------------- | ---- | -------- |
| 1     | Gabrielle Thomas     | USA  | 23,04    |
| 2     | Morolake Akinosun    | USA  | 23,45    |
| 3     | Jaide Stepter Baynes | USA  | 23,86    |
| 4     | Caitland Smith       | USA  | 24,18    |
| 5     | Dalilah Muhammad     | USA  | 24,36    |
| 6     | Chloe Abbott         | USA  | 24,78    |

Wind: −1,4 m/s

#### 400 m
| Platz | Athlet                 | Land | Zeit (s) |
| ----- | ---------------------- | ---- | -------- |
| 1     | Jessica Beard          | USA  | 52,38    |
| 2     | Chrisann Gordon-Powell | JAM  | 52,47    |
| 3     | Jaide Stepter Baynes   | USA  | 52,54    |
| 4     | Raevyn Rogers          | USA  | 53,52    |
| 5     | Dalilah Muhammad       | USA  | 53,77    |
| 6     | Chloe Abbott           | USA  | 55,97    |

#### 1500 m
| Platz | Athlet              | Land | Zeit (min) |
| ----- | ------------------- | ---- | ---------- |
| 1     | Dana Mecke          | USA  | 4:17,14    |
| 2     | Molly Sughroue      | USA  | 4:18,72 SB |
| 3     | Kendra Chambers     | USA  | 4:31,41 PB |
| 4     | Jessica Watychowicz | USA  | 4:31,42    |

#### 100 m Hürden
| Platz | Athlet              | Land | Zeit (s) |
| ----- | ------------------- | ---- | -------- |
| 1     | Cindy Sember        | GBR  | 13,02    |
| 2     | Gabriele Cunningham | USA  | 13,22    |
| 3     | Tiffany Porter      | GBR  | 13,23    |
| 4     | Ebony Morrison      | USA  | 13,37    |
| 5     | Evonne Britton      | USA  | 13,56    |
| 6     | Kendell Williams    | USA  | 13,62    |

Wind: −1,4 m/s

#### 400 m Hürden
| Platz | Athletin         | Land | Zeit (s) |
| ----- | ---------------- | ---- | -------- |
| 1     | Ashley Spencer   | USA  | 56,36    |
| 2     | Shiann Salmon    | JAM  | 56,90    |
| 3     | Gianna Woodruff  | PAN  | 57,22    |
| 4     | Sparkle McKnight | TTO  | 57,40    |
| 5     | Nnenya Hailey    | USA  | 57,57    |

#### Dreisprung
| Platz | Athlet                | Land | Weite (m) |
| ----- | --------------------- | ---- | --------- |
| 1     | Thea LaFond           | DMA  | 14,35 SB  |
| 2     | Lynnika Pitts         | USA  | 13,27     |
| 3     | Domonique Panton      | JAM  | 13,17 PB  |
| 4     | Kelly Mckee           | USA  | 12,98 SB  |
| 5     | Thelma Nohemí Fuentes | GUA  | 12,96 SB  |
| 6     | Shardia Lawrence      | JAM  | 12,75     |
| 7     | Mylana Hearn          | USA  | 12,60     |

#### Diskuswurf
| Platz | Athletin             | Land | Weite (m) |
| ----- | -------------------- | ---- | --------- |
| 1     | Shadae Lawrence      | JAM  | 57,76     |
| 2     | Rachel Dincoff       | USA  | 57,72 Sb  |
| 3     | Kelsey Card          | USA  | 55,50     |
| 4     | Tatjana Schurawljowa | ANA  | 53,51     |
| 5     | Chioma Onyekwere     | NGR  | 52,40     |

#### Hammerwurf
| Platz | Athletin           | Land | Weite (m) |
| ----- | ------------------ | ---- | --------- |
| 1     | Brooke Andersen    | USA  | 74,96     |
| 2     | Janee' Kassanavoid | USA  | 68,96     |
| 3     | Whitney Simmons    | USA  | 64,50 PB  |
| 4     | Racheal Somoye     | GBR  | 59,00     |

#### 4 × 100 m Staffel
| Platz | Land           | Athletin                                                            | Zeit (s) |
| ----- | -------------- | ------------------------------------------------------------------- | -------- |
| 1     | Star Athletics | Kortnei Johnson Javianne Oliver Dezerea Bryant Sha’Carri Richardson | 42,70    |
| 2     | All Stars      | Cindy Sember Gabriele Cunninham Caitland Smith Tynia Gaither        | 45,94    |

#### 4 × 200 m Staffel
| Platz | Land           | Athletin                                                            | Zeit (min) |
| ----- | -------------- | ------------------------------------------------------------------- | ---------- |
| 1     | Star Athletics | Sha’Carri Richardson Javianne Oliver Dezerea Bryant Kortnei Johnson | 1:32,64    |

#### 4 × 400 m Staffel
| Platz | Land            | Athletin                                                           | Zeit (min) |
| ----- | --------------- | ------------------------------------------------------------------ | ---------- |
| 1     | USA Blue        | Jessica Beard Kori Carter Kaylin Whitney Raevyn Rogers             | 3:31,86    |
| 2     | Hurdle Mechanic | Chloe Abbott Dalilah Muhammad Gianna Woodruff Cara Nnenya Hailey   | 3:33,64    |
| 3     | USA Red         | Jasmine Blocker Kendra Chambers Gabrielle Farquharson Olivia Baker | 3:31,86    |